# Craugastor pelorus
Espèce
Synonymes
- Eleutherodactylus pelorus Campbell & Savage, 2000

Statut de conservation UICN

 VU  : Vulnérable
Craugastor pelorus est une espèce d'amphibiens de la famille des Craugastoridae.

## Répartition
Cette espèce est endémique du Chiapas au Mexique. Elle se rencontre de 400 à 1 700 m dans les bassins des río Grijalva et río Usumacinta.

## Publication originale
- Campbell & Savage, 2000 : Taxonomic reconsideration of Middle American frogs of the Eleutherodactylus rugulosus group (Anura: Leptodactylidae): a reconnaissance of subtle nuances among frogs. Herpetological Monographs, vol. 14, p. 186-292.